# Top Gear 3000
Top Gear 3000 è un simulatore di guida arcade sviluppato dalla Gremlin Graphics e pubblicato nel 1995 per Super Nintendo. Il gioco è il seguito di Top Gear 2.